# Victor Vasarely
Pour les articles homonymes, voir Vasarely.
Győző Vásárhelyi, dit Victor Vasarely, né le 9 avril 1906 à Pécs, en Autriche-Hongrie, et mort le 15 mars 1997 à Paris 16e, en France, est un plasticien hongrois, né austro-hongrois et naturalisé français en 1961, reconnu comme étant le père de l'art optique.

## Biographie
Győző Vásárhelyi naît le 9 avril 1906 à Pécs, en Autriche-Hongrie,,,. Il commence des études de médecine, qu'il arrête au bout de deux ans. Il s'intéresse alors au Bauhaus et étudie à l'atelier de Sándor Bortnyik (en) à Budapest de 1929 à 1930.
En 1930, il s'installe à Arcueil avec son épouse Claire (Klára) Spinner (1908–1990), d'abord temporairement dans l'atelier Plas, puis au 1, avenue Jeanne-d'Arc. Il y débute comme artiste graphiste dans des agences publicitaires comme Havas, Draeger ou Devambez. C'est là qu'il effectue son premier travail majeur, Zebra (1937) considéré aujourd'hui comme le premier travail dans le genre op art.
En 1934, naît leur fils Jean-Pierre (mort en 2002) qui deviendra plasticien sous le nom d'Yvaral et travaillera avec son père.
Pendant la guerre, il fait la connaissance à Paris de Denise René qui ouvre bientôt sa galerie en lui dédiant sa première exposition en 1944.
En 1948, les époux tombent amoureux de Gordes (Vaucluse) où sera ouvert un musée Vasarely en 1970, soutenu par la fondation créée par Vasarely et son épouse en 1971, et fermé en 1996 face à des difficultés de gestion.
Pendant les deux décennies suivantes, Vasarely développe son propre modèle d'art abstrait géométrique, travaillant dans divers matériaux, mais employant un nombre minimal de formes et de couleurs.
Le Christ et Saint Pierre comptent parmi les rares œuvres religieuses de l'artiste. Propriétés de la ville de Charenton-le-Pont, elles ont été exposées jusqu'en décembre 2018 dans la crypte de la cathédrale d'Évry. Vasarely a également conçu les vingt-cinq vitraux de l'église œcuménique Saint-François d'Assise de Port-Grimaud dans le Var.
Il travaille aussi pour de nombreuses entreprises et métamorphose en 1972 avec son fils le logotype de Renault.
De cette collaboration entre Renault et Vasarely, naitra une série d'œuvres installées au bord d'autoroutes françaises. « L'autoroute réalise le mariage heureux des paysages naturels et artificiels » dira Vasarely. L'artiste bénéficie du savoir faire technologique des laboratoires de peinture de Renault qui préconisent l'emploi de tôle émaillée pour résister aux intempéries.
Il réalise également en 1972 la façade des studios parisiens de RTL, au 22, rue Bayard dans le 8e arrondissement, habillée de lames métalliques. Cette œuvre, classée aux Monuments historiques, est démontée lors du déménagement de la radio le 23 octobre 2017. RTL Group en fait don à la Fondation Vasarely, basée à Aix-en-Provence.
Il réalise dans les années 1970 la façade du collège Claude-Nicolas-Ledoux à Dole et devient alors un artiste phare des années 1960 à 1970.

Logotype de Renault de 1972 à 1981.
Logotype de Renault de 1981 à 1992.
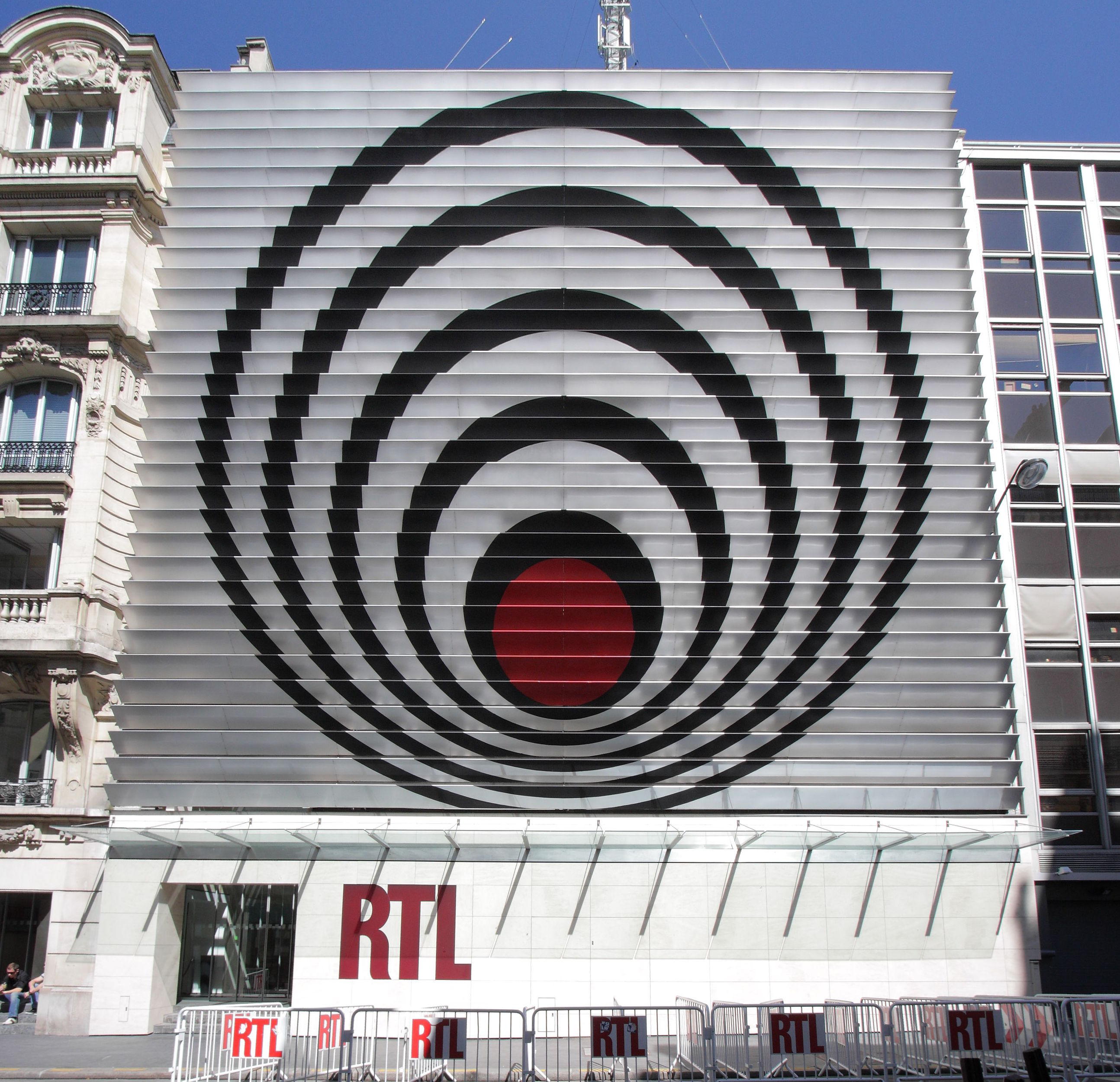
Ancien siège de RTL au 22, rue Bayard à Paris.

Vasarely meurt le 15 mars 1997 dans le 16e arrondissement de Paris, à l'approche de ses 91 ans, des suites d'un cancer de la prostate.

## Fondation et musées Vasarely
La fondation Vasarely est une institution à but non lucratif, créée par l'artiste avec son épouse Claire, et reconnue d'utilité publique en 1971. Elle comprend le musée didactique de Gordes (1970-1996) et le centre architectonique d'Aix-en-Provence (1976) ainsi que deux musées « didactiques » à Pécs (1976) et à Budapest (1986).

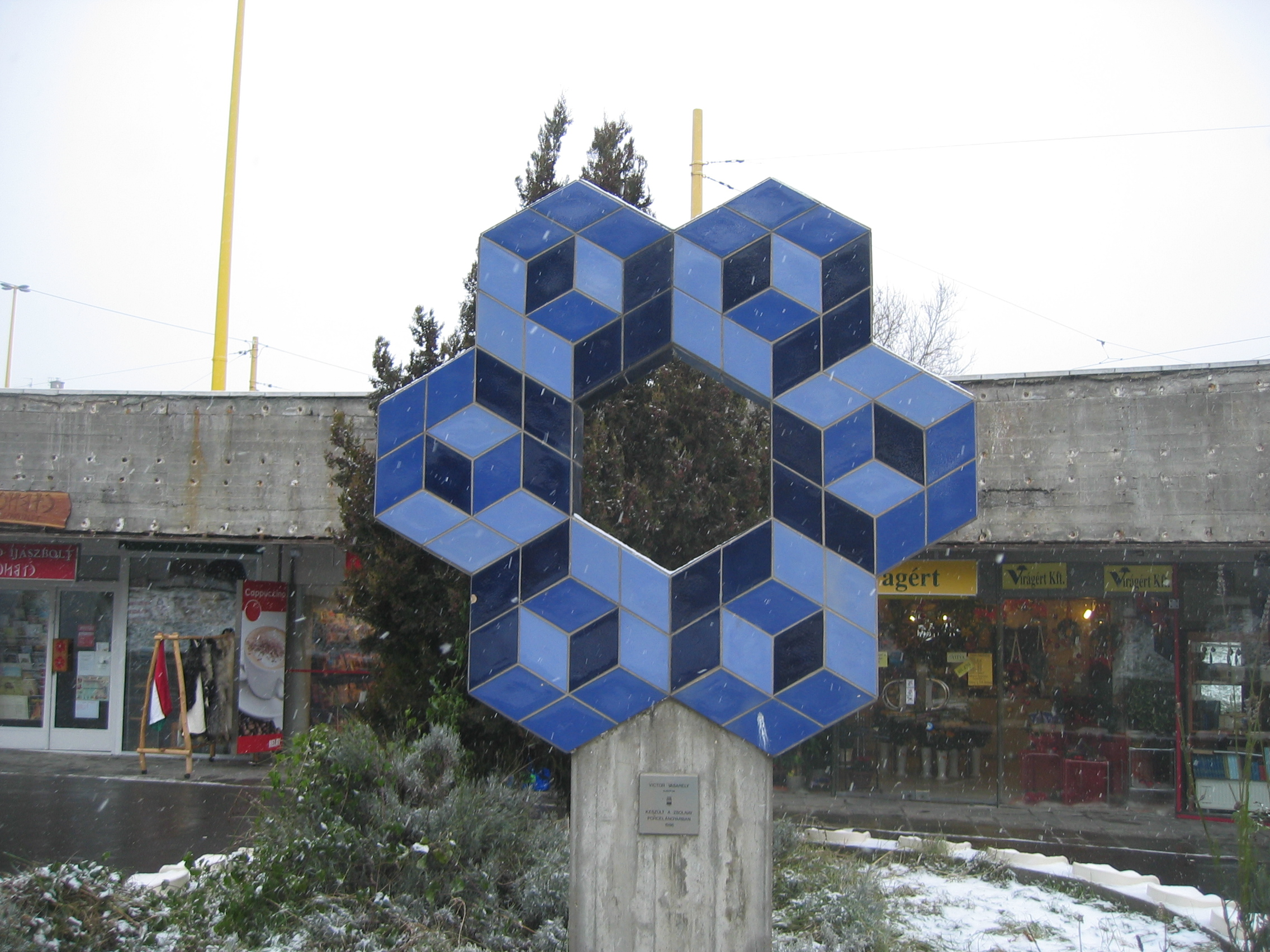
Sculpture de Vasarely à la gare de Budapest-Déli.
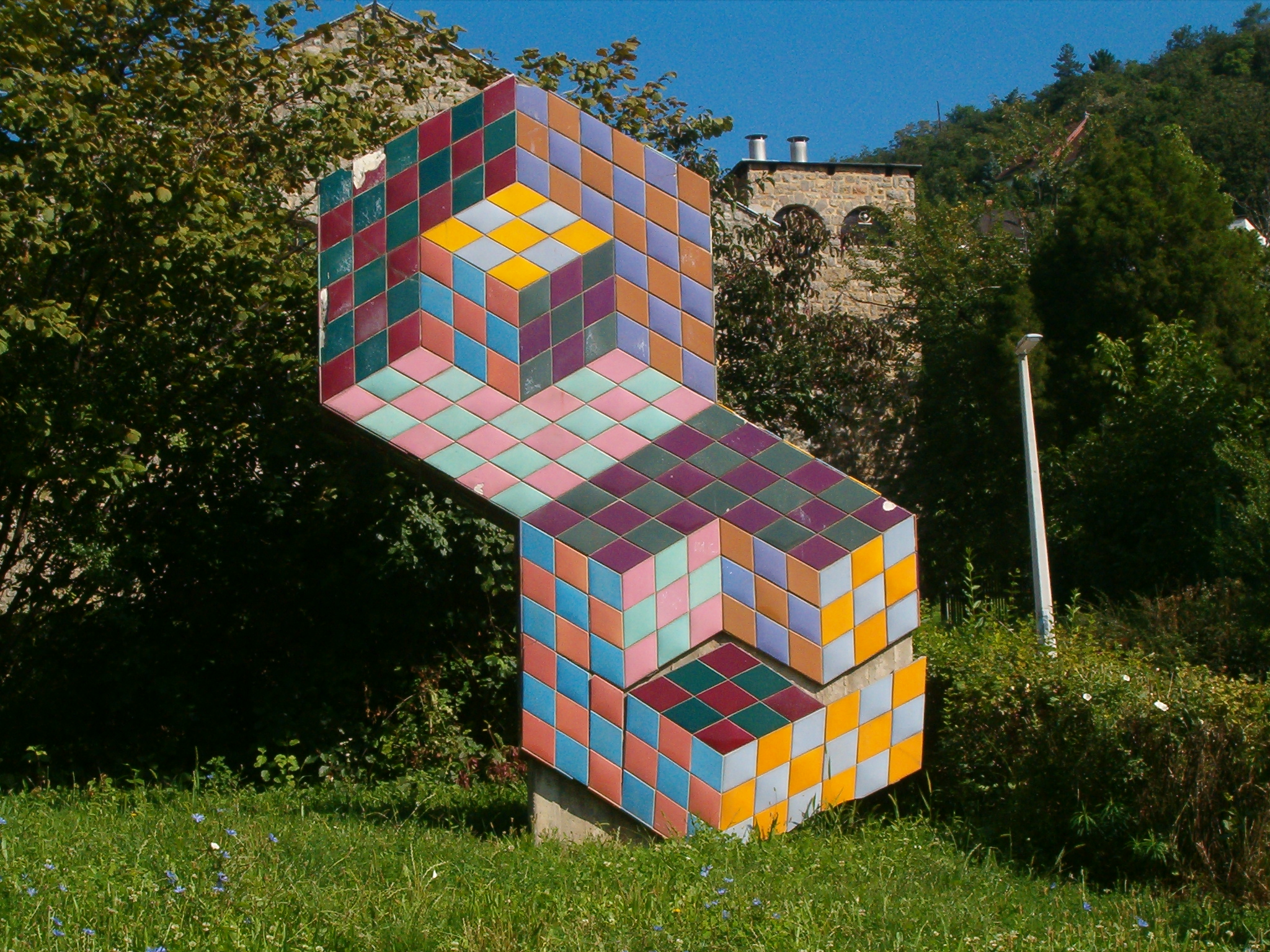
Œuvre de Vasarely devant l'église des Paulins à Pécs.

Les musées Vasarely de Pécs et de Budapest conservent des donations inaliénables ; celui de Pécs possède des œuvres d'autres artistes de sa collection (Soto, Morellet, Yvaral, Claire Vasarely).
Pierre Vasarely, petit-fils de l'artiste, est son légataire universel, le titulaire du droit moral sur son œuvre et le président de la fondation Vasarely depuis le 21 juillet 2009.

## Affaire judiciaire
Au moment de sa mort, une partie essentielle de son œuvre est au centre d'une grave querelle juridique et financière. La Fondation dépose son bilan le 31 mars 1997 en raison d'un redressement fiscal de 18 millions de francs. Les enfants de Vasarely sont en conflit avec les gestionnaires de la Fondation depuis le décès de leur mère, Claire Spinner (1908–1990). Les démêlés entre la famille Vasarely et ses gestionnaires conduisent à l'inculpation pour abus de confiance, fin 1994, de Charles Debbasch, ancien président de la Fondation et doyen de la faculté de droit d'Aix.
Après divers rebondissements, l'affaire revient sur le devant de la scène en 2023 avec la mise en cause de l'avocat de la famille,.

## Cote de l'artiste
Son œuvre IBADAN-POS (1957), mesurant 190,5 cm sur 170,5 cm et constituée de motifs en traits noirs sur un fond blanc, a été vendue pour 226 000 euros à Cologne en juin 2007,.

## Œuvres notoires
- Modernisation du logotype de Renault (1972).
- Hommage à Georges Pompidou conservé au musée national d'Art moderne.
- Façade et logotype de RTL (1972).
- Peintures murales du hall d'accueil de la gare Montparnasse (1971).
- Le V de Villeparisis (1978)
- Piscine Hexa Grace (le Ciel, la Mer, la Terre) - Auditorium Rainier-III Monaco (1979).
- Nombreuses pochettes de disques de musique contemporaine (Xenakis, Stockhausen) pour Deutsche Grammophon.
- Couvertures, dans la collection Tel des éditions Gallimard, de livres de Heidegger, Michel Foucault et Claude Lévi-Strauss.
- Salle à manger de la Deutsche Bundesbank à Francfort.
- Une grille dessinée par l'artiste est installée à l'entrée de la résidence Val du Roi, à Ixelles, en Belgique.
- Hexa 5. Date. 1988. Technique et support. Sérigraphie sur toile (technique d'impression de motif permettant de reproduire l'œuvre en de nombreux exemplaires).
- Saint Pierre et le Christ, deux peintures acryliques de grandes dimensions. Propriétés de de la ville de Charenton-le-Pont prêtées.  successivement à l'église Saint-Louis de Marseille et à la cathédrale d’Évry.
- Façade de l'hôtel de ville de Maubeuge (Nord) en France[18].
- Hommage à l'hexagone figure sur un timbre de la poste française émis en 1977.

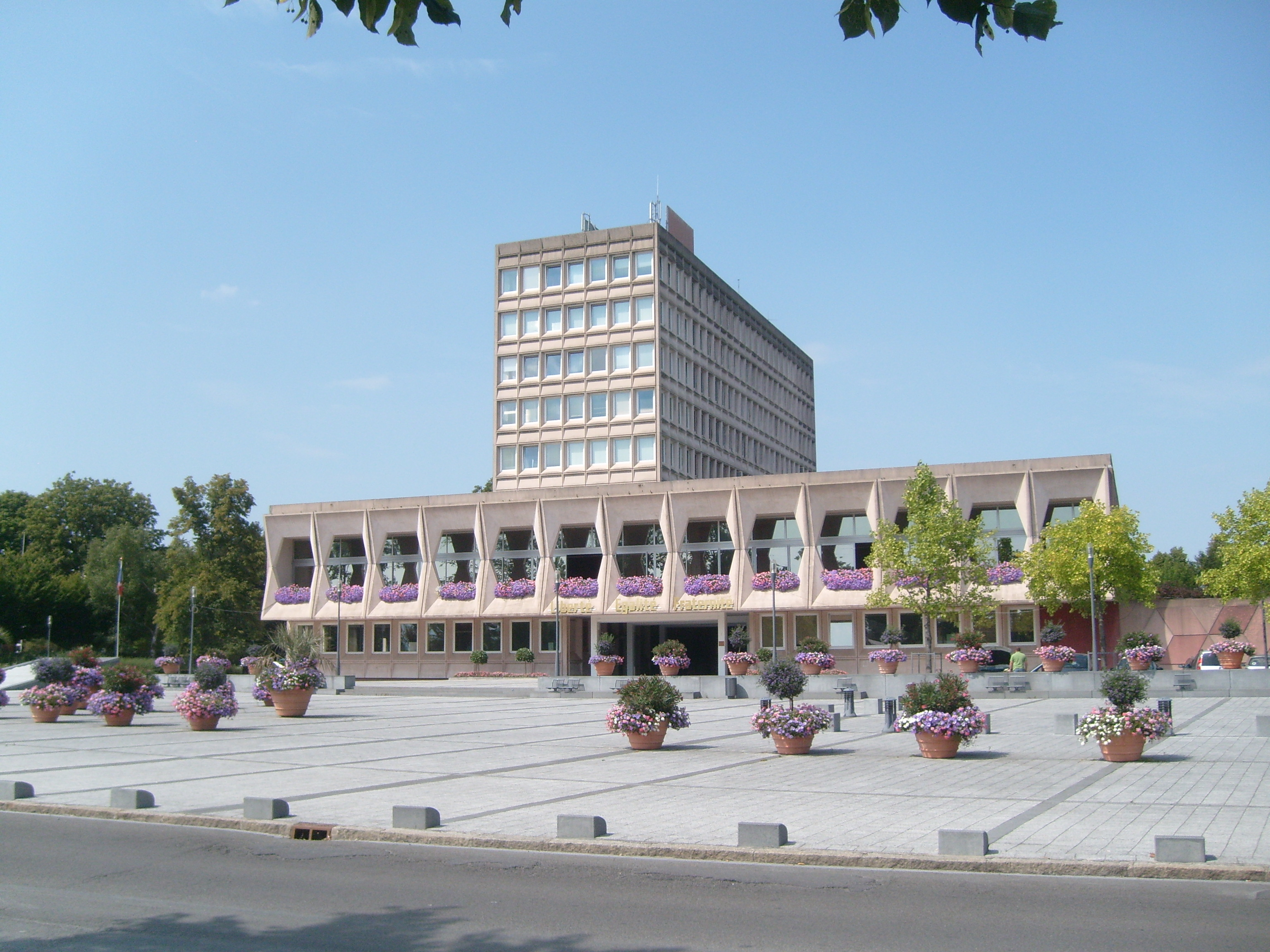
Mairie de Maubeuge réalisée par les architectes André Gaillard et Jacques Corbeau ainsi que le plasticien Victor Vasarely

.

## Expositions
- 1973 : Fresque, château d'eau à Dieppe[19]
- 1989 : Art Expo New York[20], Jacob K. Javits Convention Center, États-Unis
- 2009 : Marcel Peltier et Victor Vasarely, Château de Vascœuil.
- 2009 - 2010 : Victor Vasarely + 50 Jahre konstruktive Kunst in Paris à la Kunsthalle Messmer, Riegel am Kaiserstuhl, Allemagne
- 2018 - 2019 : Victor Vasarely, "Dans le labyrinthe de la modernité", Städel Museum Frankfurt, Francfort-sur-le-Main, Allemagne
- 2019 - "Le partage des formes" - Centre Georges Pompidou - Beaubourg - Paris

## Hommage
La municipalité du Touquet-Paris-Plage lui rend hommage en apposant, au jardin des Arts, une plaque Hexagodon, plaque réalisée par l'artiste Alain Godon, conçue à partir de son autoportrait réalisé par la Monnaie de Paris à l’occasion de l’inauguration de l’école Vasarely à Annet-sur-Marne en 2005. L'inauguration de la plaque se déroule le 27 octobre 2019, en présence de Pierre Vasarely, petit-fils du plasticien.